# 太原郡 (刘宋)
太原郡，中国南北朝时设置的郡。
南朝宋元嘉十年（433年）侨置太原郡，属青州，治所在太原县（今山东长清西南）。孝建初年以太原侨县（今山东济南市西南丰齐镇北古城）为郡治。辖境相当今山东长清区、禹城市等地。北魏为东太原郡。北齐废太原郡。